# Feliks Sumarokow-Elston (1856–1928)
Feliks Feliksowicz Sumarokow-Elston (ros. Феликс Феликсович Сумароков-Эльстон) (ur. 23 września?/5 października 1856, w Petersburgu, zm. 10 czerwca 1928 w Rzymie) – rosyjski arystokrata, generał porucznik (1915), generał adiutant (1916). Od 1885 roku dekretem cesarskim tytułowany książę Jusupow, hrabia Sumarokow-Elston (ros. Юсупов, граф Сумароков-Эльстон). Syn Feliksa Sumarokowa-Elstona, ojciec Feliksa Jusupowa.